# Distretto del Dnipro
Il distretto di Dnipro (in ucraino Дніпровський район?, Dniprovs'kyj rajon) è uno dei 10 distretti amministrativi in cui è suddivisa la città di Kiev.